# Farkas Jenő (cigányprímás)
Farkas Jenő (Répcelak, 1899. július 3. – Budapest, 1949. március 18.) magyar cigányprímás és zeneszerző. Ükapja, nagyapja és édesapja Vas megye ismert zenészei voltak.

## Élete
Hatéves korában tanult meg hegedülni, apja zenekarában mint segédprímás zenélt. Tizennégy éves korában alakította meg saját zenekarát. Szombathely legismertebb zenésze, zenei tanulmányait is itt végezte. Az első világháború kitörésekor önként bevonult zenekarával együtt. Féléves frontszolgálat után Bécsbe vitték tíztagú zenekarával, ahol az egyesített katonazenekar vezetője. A Burgban játszott hetente egy alkalommal: így vált lehetségessé, hogy Bécs udvari köreinek kedvelt zenészévé váljon. I. Ferenc József utolsó cigány prímása. Művészetének elismeréseként az osztrák császár és a magyar király megajándékozta a császári koronával díszített pecsétgyűrűvel, amely jelenleg is a család birtokában van.
1932-től a Magyar Cigányzenészek Országos Egyesületének alelnöke és a Fráter Loránt Társaság tagja. 1933-ban a Berlini Rádióban adott hangversenyt. 1936-ban Hollandiában Julianna és Bernát királyi esküvőjén zenélt, valamint a Katolieke Radio-Gids állandó szereplője. Megkapta a Holland Nemzeti Rádió aranyérmét. Európa összes országában és Indiában is fellépett.
1938-ban Berlinben ő játssza a Stradivári c. film zenéjét. Több magyar filmben is közreműködött pl: A Kerek Ferkó című filmben Jávor Pállal. 1938. január 1-jén a Magyar Szövegírók és Zeneszerzők Szövetsége mint zeneszerzőt felvette sorába. Jávor Pálhoz szoros barátság fűzte a 30-as évektől. Barátságuk nem szakadt meg akkor sem, amikor Jávor Amerikába távozott. Levélben tartották a kapcsolatot.

## Ismertebb szerzeményei
- Eltörött az ezüst hangú tilinkó
- A debreceni Nagyerdőben

## Filmszerepei
- Pardon, tévedtem, 1933
- Stradivari, 1935
- Harmatos rózsaszál, 1943
- Kerek Ferkó, 1943

## Hang és kép
- - Jávor Pál mulat: Eltörött az ezüsthangú tilinkóm
- Farkas Jenő és Jávor Pál Barátsága
- Jelenet a Stradivari című filmből